# Roman Włodek (1873–1915)
Roman Prawdzic-Włodek (ur. 11 lutego 1873, zm. 13 czerwca 1915 pod Rokitną) – podporucznik kawalerii Legionów Polskich.

## Życiorys
Urodził się 11 lutego 1873 w Poznaniu. Ostatni potomek starodawnej polskiej rodziny herbu Prawdzic, wychowany w Warszawie, zamieszkał w Galicji. Po ukończeniu studiów prawniczych pracował jako sędzia we Lwowie. Na kilka lat przed wojną nabył razem z przyjacielem z dzieciństwa Stanisławem Sokołowskim majątek w Jeklowcach na Węgrzech.
Był oficerem C. K. Armii awansując na porucznika kawalerii w rezerwie z dniem 1 stycznia 1909. Był przydzielony do 1 pułku ułanów. Po wybuchu I wojny światowej udał się niezwłocznie do Krakowa, do formujących się Legionów. Tutaj zaciągnął się do kawalerii. Przydzielony został do 2 szwadronu Zbigniewa Dunin-Wąsowicza, który później rozwinął się w 2 pułk Ułanów Legionowych. Brał udział w walkach w Karpatach. Dowodził IV plutonem szwadronu. Odznaczył się w walkach pod Cucyłowem i Kirlibabą gdzie uległ ciężkiemu przeziębieniu i został skierowany do szpitala do Wiednia. Pomimo propozycji pracy w Komendzie Legionów i możliwości awansu powrócił do swojego szwadronu. Przez kilka dni w zastępstwie nieobecnego rotmistrza Zbigniewa Dunin-Wąsowicza był komendantem dywizjonu i dowodził w walkach pod Studzianką. W czasie szarży pod Rokitną jechał tuż za rotmistrzem Zbigniewem Dunin-Wąsowiczem. Po jego upadku i śmierci prowadził szarżę szwadronu dalej. Wkrótce padł śmiertelnie raniony w usta.
Został pochowany w zbiorowej mogile rokitniańczyków na cmentarzu Rakowickim w Krakowie (grobowiec zbiorowy rokitniańczyków – kwatera 67). Ich uroczysty pogrzeb w Krakowie odbył się 25 lutego 1923.
Pośmiertnie został odznaczony Krzyżem Srebrnym Orderu Virtuti Militari nr 5483 (1922) i Krzyżem Niepodległości (1938). Jego nazwisko zostało wymienione w wierszu Karola Łepkowskiego, poświęconego szarży pod Rokitną.
W 1915 w Wiedniu został wybity medal upamiętniający szarżę pod Rokitną, zaprojektowany przez Jana Raszkę, na którego awersie widnieją popiersia poległych tam rtm. Zbigniewa Wąsowicza, por. Kisielnickiego i por. Włodka.